# Wabma Kadarbu Mound Springs Conservation Park
Wabma Kadarbu Mound Springs Conservation Park är en park i Australien. Den ligger i delstaten South Australia, omkring 630 kilometer norr om delstatshuvudstaden Adelaide.
Trakten runt Wabma Kadarbu Mound Springs Conservation Park är nära nog obefolkad, med mindre än två invånare per kvadratkilometer.. Det finns inga samhällen i närheten.
Omgivningarna runt Wabma Kadarbu Mound Springs Conservation Park är i huvudsak ett öppet busklandskap. Genomsnittlig årsnederbörd är 188 millimeter. Den regnigaste månaden är februari, med i genomsnitt 68 mm nederbörd, och den torraste är oktober, med 3 mm nederbörd.